# Eugen Huber
Eugen Huber (31 de julio de 1849, Oberstammheim, Cantón de Zúrich – 23 de abril de 1923, Berna) fue un jurista suizo redactor del Código Civil de Suiza de 1907 (Schweizerische Zivilgesetzbuch o ZGB) que entró en vigor en 1912.

## Biografía
Huber nació en Suiza, Cantón de Zúrich el 31 de julio de 1849. Su padre fue médico. Estudió jurisprudencia en la  Universidad de Zúrich, donde obtuvo el doctorado en 1872 con la tesis Las leyes de la herencia y su evolución desde la separación de la Antigua Conferedación Suiza desde el Sacro Imperio Romano ("Die Entwicklung des Schweizerischen Erbrechts seit der Trennung der Schweizerischen Eidgenossenschaft vom Heiligen Römischen Reich"). En 1875, fue corresponsal de un periódico en Zúrich hasta que sustituyó a un juez en Appenzell desde 1877 hasta 1880. En 1880 fue profesor de derecho civil suizo y leyes federales en la Universidad de Basilea y después, en 1888, consiguió el puesto de profesor en la Martin Luther University of Halle-Wittenberg en Halle y Wittenberg, donde enseñó historia del derecho, derecho privado y derecho mercantil o comercial, derecho tributario y fiscal (public land) derecho canónico y filosofía del derecho.
Después de 1908 fue corresponsal extranjero de la revista de derecho comparado estadounidense Boletín Anual (Annual Bulletin (CLB)) de la oficina de derecho comparado (Comparative Law Bureau) de la American Bar Association.
Huber murió en Berna el 23 de abril de 1923 a la edad de 73 años.

### Redacción del Código Civil Suizo 1904 - 1907 - 1912
Durante este tiempo comenzó a escribir un extenso tratado sobre las leyes particulares de los cantones de Suiza que fue publicado en cuatro volúmenes. En 1892, el gobierno suizo le propuso la redacción del que iba a ser el Código Civil Suizo de 1907 -entrada en vigor en 1912- (Zivilgesetzbuch ZGB), que completó en 1904. Fue promulgado en 1907 y entró en vigor en 1912. El Zivilgesetzbuch fue muy bien recibido por su claridad y modernidad. Más tarde fue adoptado como base del Código Civil de Turquía.

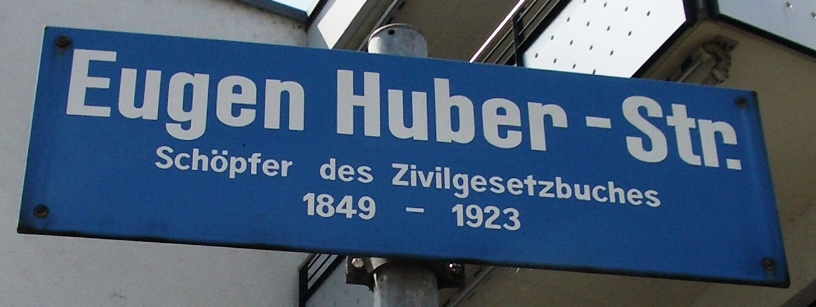
Señalización de la Calle Eugen Hubert (Eugen Huber-Strasse) en Zurich-Altstetten

### Colección de fuentes del derecho suizo
Huber también fue miembro de la Comisión de las fuentes del derecho de la Sociedad Suiza de Abogados, que preparó la edición de la Colección de fuentes del derecho suizo (Sammlung Schweizerischer Rechtsquellen (SSRQ)).